# تالاب چغاخور

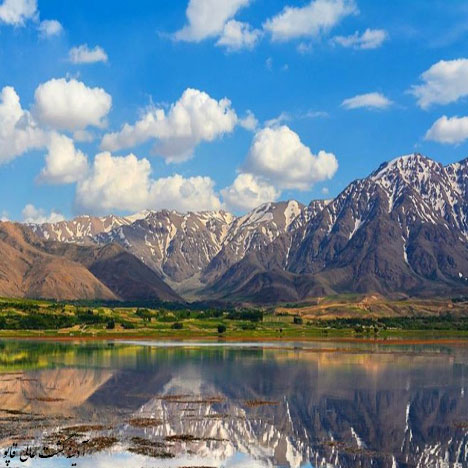
تالاب بین‌المللی چغاخور

تالاب چُغاخور تالابی بین‌المللی در شهرستان بروجن استان چهارمحال بختیاری است. این تالاب با مساحتی حدود ۱۳۷۰ هکتار در دامنه ارتفاعات بر آفتاب و کلار (۳۸۳۰ متر)، در مسیر جاده بروجن-اهواز قرار گرفته است. این تالاب بین مردم منطقه به دریاچه چغاخور و سد چغاخور معروف است. تالاب چغاخور منشأ آب چشمه‌های اطراف خود مثل چشمه شهر گهرو و شهرک آورگان و شهرک گلوگرد است.

## عمق آب
عمق آب تالاب چغاخور در مواقع بارندگی و پرآبی به ۶ متر می‌رسد. این تالاب را مرغزاری با مساحت حدود ۷۰۰ هکتار دربر گرفته است. این مرغزار در ماه‌های اردیبهشت تا مهر که سطح آب رو به کاهش می‌گذارد، از این هم وسیع‌تر می‌شود.

## آب و هوای چغاخور
آب و هوای تالاب چغاخور متأثر از چهار نوع توده هوا شامل توده‌های هوای قطبی و پرفشار از سمت اروپا، توده‌های هوای مدیترانه‌ای، توده‌های هوای قطبی از شمال کشور و توده‌های هوای حاره بحری است. اعتدال هوا در تابستان یکی از جذابیت‌های تفریحی این ناحیه است. منابع آبی تالاب عمدتاً از طریق نزولات جوی و چشمه‌های حاشیه کوه کلار تأمین می‌شود.

## امکانات تفریحی و گردشگری

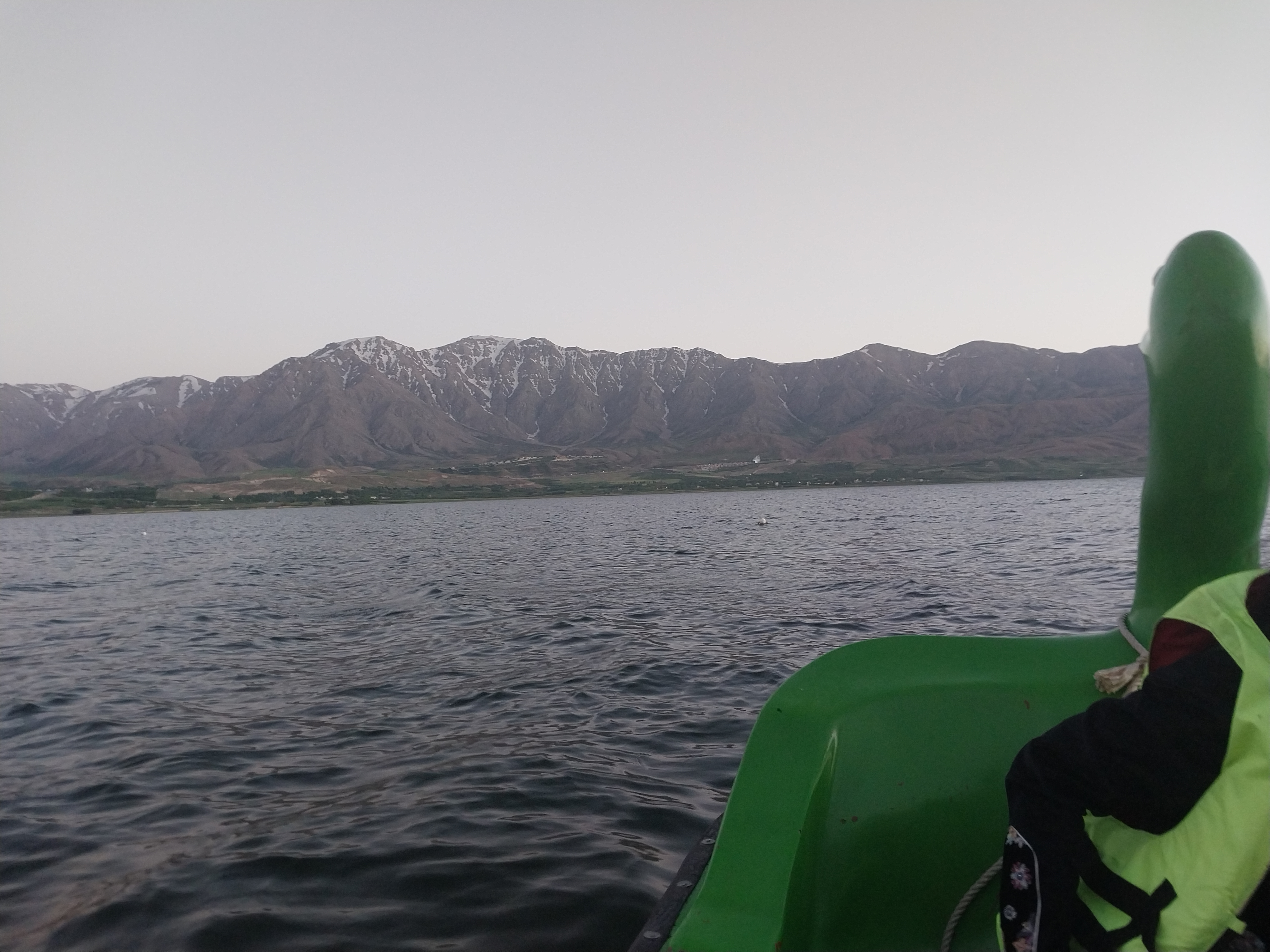
قایقرانی در دریاچه چغاخور

### باغ خان
یکی از مشهورترین و پرطرفدارترین جاهای دیدنی چهارمحال در اطراف تالاب چغاخور، باغ خان است. این باغ قدمتی چند صد ساله دارد و زمان ساخت آن به دوره زندیه برمی‌گردد. مساحت باغ خان حدود ۳ هکتار است و درخت‌هایی قدیمی با تنه‌ای بزرگ و شاخه‌های پُر مثل گردو، چنار و مثمر و غیرمثمر در آن دیده می‌شود. باغ خان در زمان‌های قدیم محلی برای ییلاق و اتراق خان‌های بزرگ ایل بختیاری از جمله «تیمور بختیار» و «سردار اسعد بختیاری» بوده است.
-هتل و مجتمع تفریحی، گردشگری آفتاب چغاخور
-قایقرانی و ماهی‌گیری در دریاچه چغاخور

## نوسازی سد دریاچه چغاخور
در گذشته در مسیر خروجی آب تالاب چُغاخور سد به ارتفاع ۶ متر بود و مساحتی در حدود ۱۳۶۰ هکتار داشت که با احداث سد جدید چغاخور، مساحت تالاب به حدود ۲۵۰۰ متر رسید. هدف از احداث سد جدید، تجمع آب انتقال یافته به تالاب از محل آب جمع‌آوری شده در سد انحرافی سبزکوه است که پس از ورود به کانال به طول ۴۵۰۰ متر و تونلی به طول ۸۵۰۰ متر به محل دریاچه سد چغاخور انتقال خواهد یافت.

## گیاهان و جانوران
ویژگی منحصر به فرد تالاب، وجود نوعی ماهی از خانواده گامبوزیا (کپوردندان) در این مکان است. به دلیل وسعت خوبی که این زیستگاه دارد و به‌علت عدم وجود آلاینده یا حداقل بودن آلاینده‌ها در آب این تالاب، ماهیان تالاب چغاخور از نظر ژنتیکی ارزشمند هستند.
در سال ۱۳۹۵ اردک سرسفید در این تالاب بین‌المللی توسط آقای حامد علیمردانی مشاهده و ثبت کمیته ملی پرندگان ایران شد. اردک سر سفید گونه در خطر انقراض و تحت حمایت سازمان حفاظت محیط زیست است.
پوشش گیاهی تالاب چغاخور از گونه‌های حاشیه ای، نم پسند، شناور و غوطه ور مانند بید، پتامژتون، پلی گونیوم و ساز تشکیل شده است. در فصل بهار حاشیه‌های این تالاب پر از گل‌های قرمز رنگ شقایق می‌شود.
از سال ۱۳۷۸ به‌دلیل گونه‌های جانوری نادر در اطراف تالاب و شرایط متنوع زیستی آن، سازمان حفاظت محیط زیست، چغاخور را منطقه شکار ممنوع اعلام کرد و آن را تحت پوشش و حمایت خود قرار داد. منطقه شکار ممنوع تالاب بیش از ۲٬۳۰۰ هکتار مساحت دارد.

### اختلاط زندگی انسانی و حیات‌وحش
به دلیل ساخت سد چغاخور، آب لازم برای این تالاب به صورت قابل اطمینانی تأمین شد و وسعت تالاب بعد از حداث سد تقریباً دو برابر قبل از ساخت سد شد. مردم منطقه از بخشی از آب برای کشاورزی استفاده می‌کنند. همچنین مردم منطقه از طریق گردشگری در منطقه اقامتی، تفریحی و گردشگری چغاخور کسب درآمد می‌کنند. در تابستان دیدن عشایر و روستاهای اطراف چغاخور بسیار لذت بخش است.

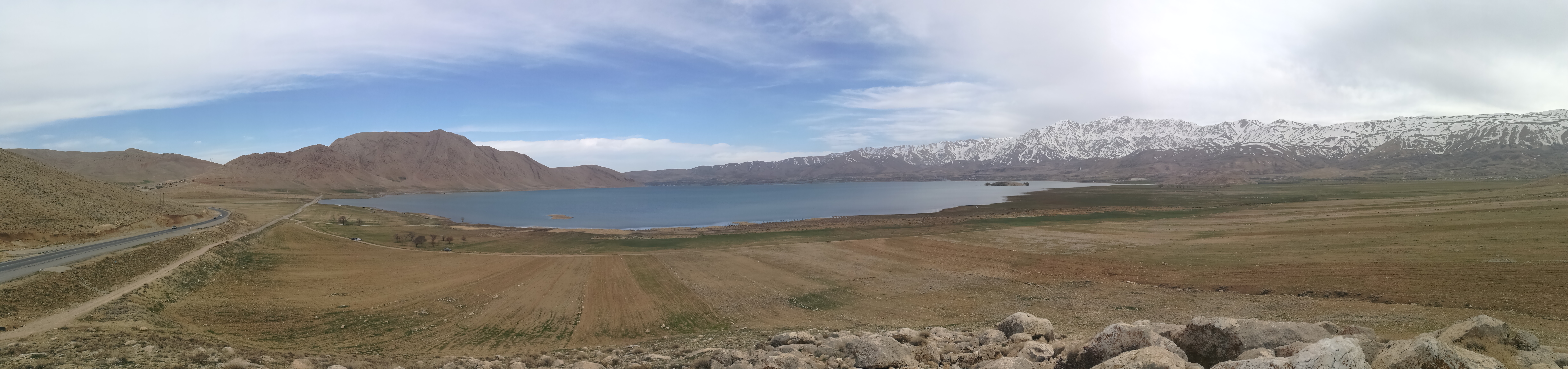
تصویر سراسرنما از بالای تالاب

## موقعیت دریاچه چغاخور
- مسیر تالاب چغاخور از شهرکرد: بعد از جاده شهرکرد به خوزستان و بعد از شلمزار و شهرگهرو و دالان بهشت گهرو و درست قبل از ورودی جاده‌ای که به ایذه می‌رود، به تالاب چغاخور خواهید رسید.
- مسیر تالاب چغاخور از بروجن: در جاده بروجن-بلداجی، از بلداجی گذشته و بعد از آورگان و کلبی بک به تالاب چغاخور می‌رسید.

## نگهداری
تالاب چغاخور یکی از تالاب‌های کنوانسیون بین‌المللی رامسر است و در فهرست مناطق مهم پرندگان (IBA) نیز به چشم می‌خورد. این تالاب بخشی از یازدهمین ذخیره‌گاه زیست‌کره ایران با عنوان «تنگ صیاد-سبزکوه» به‌شمار می‌رود که به ثبت جهانی رسیده است.

## نگارخانه

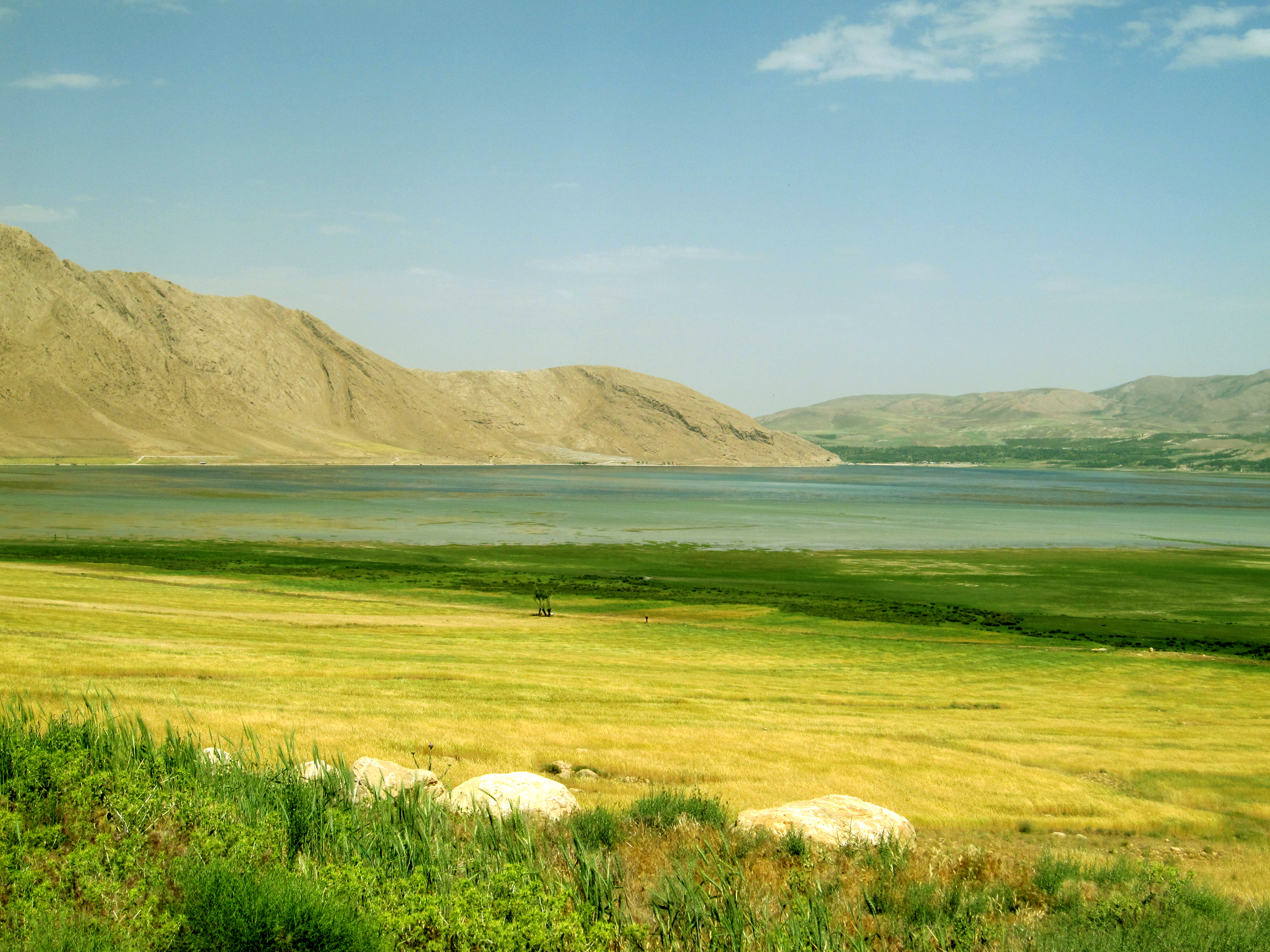
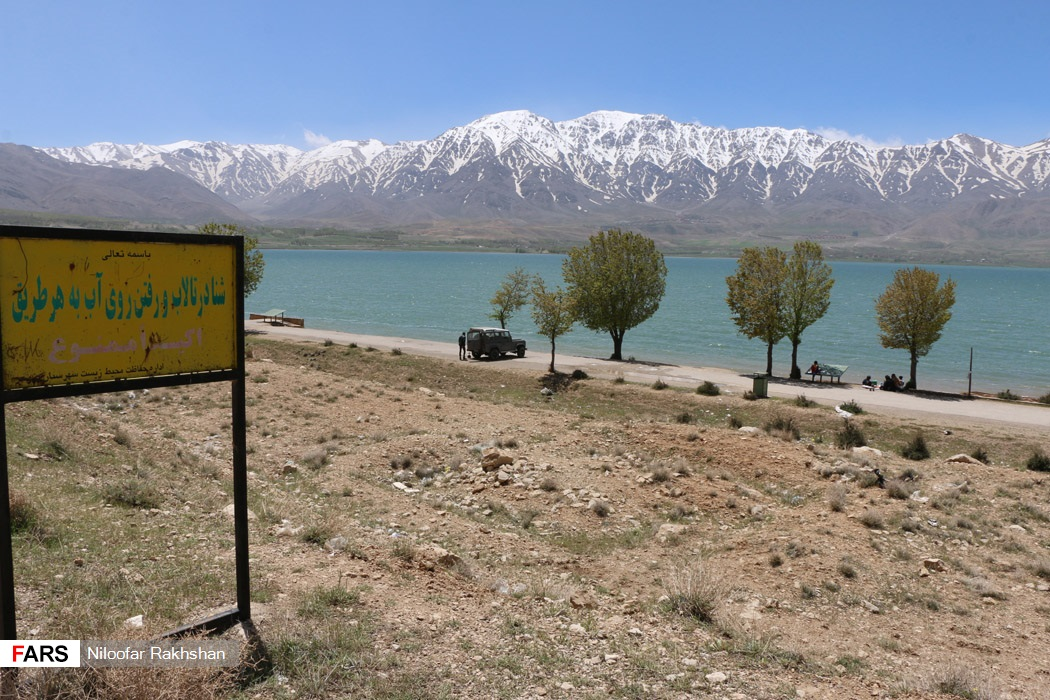
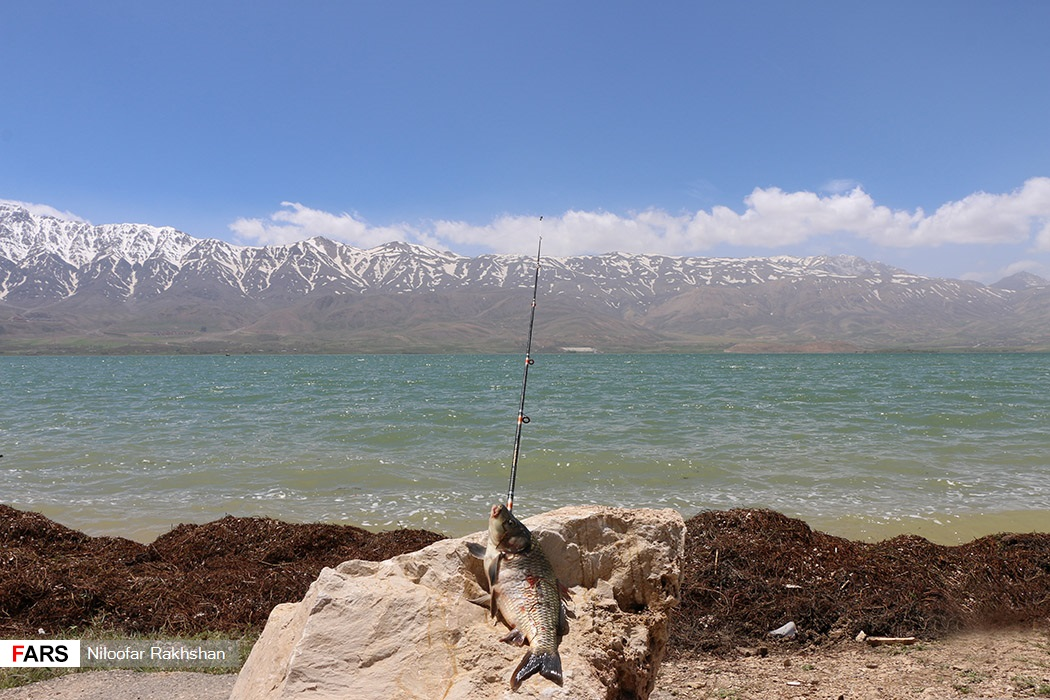
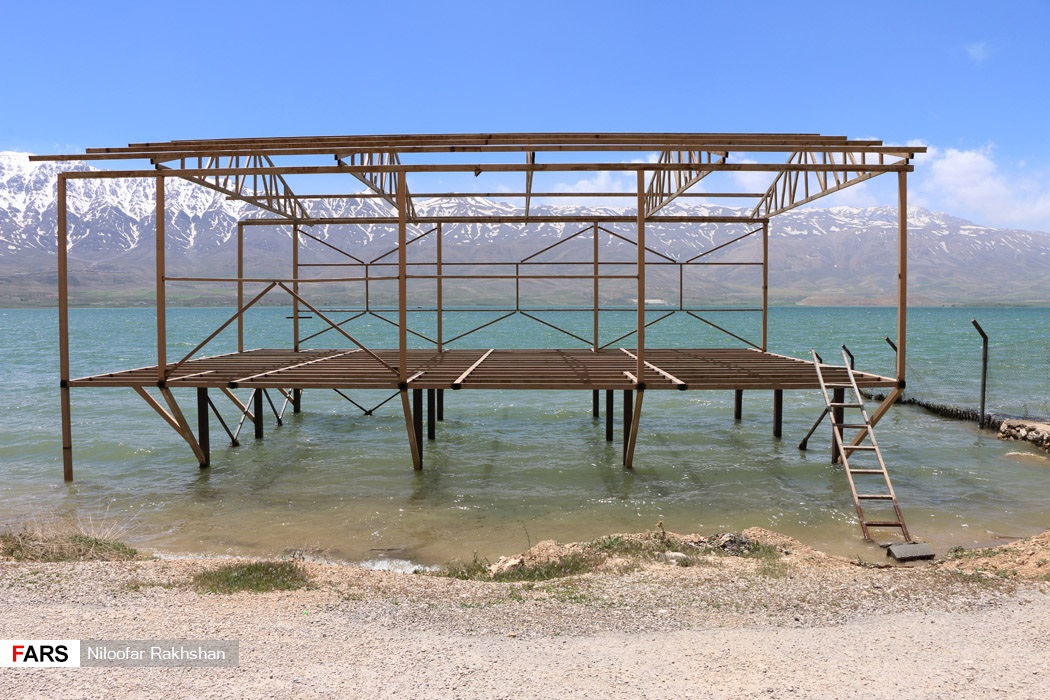
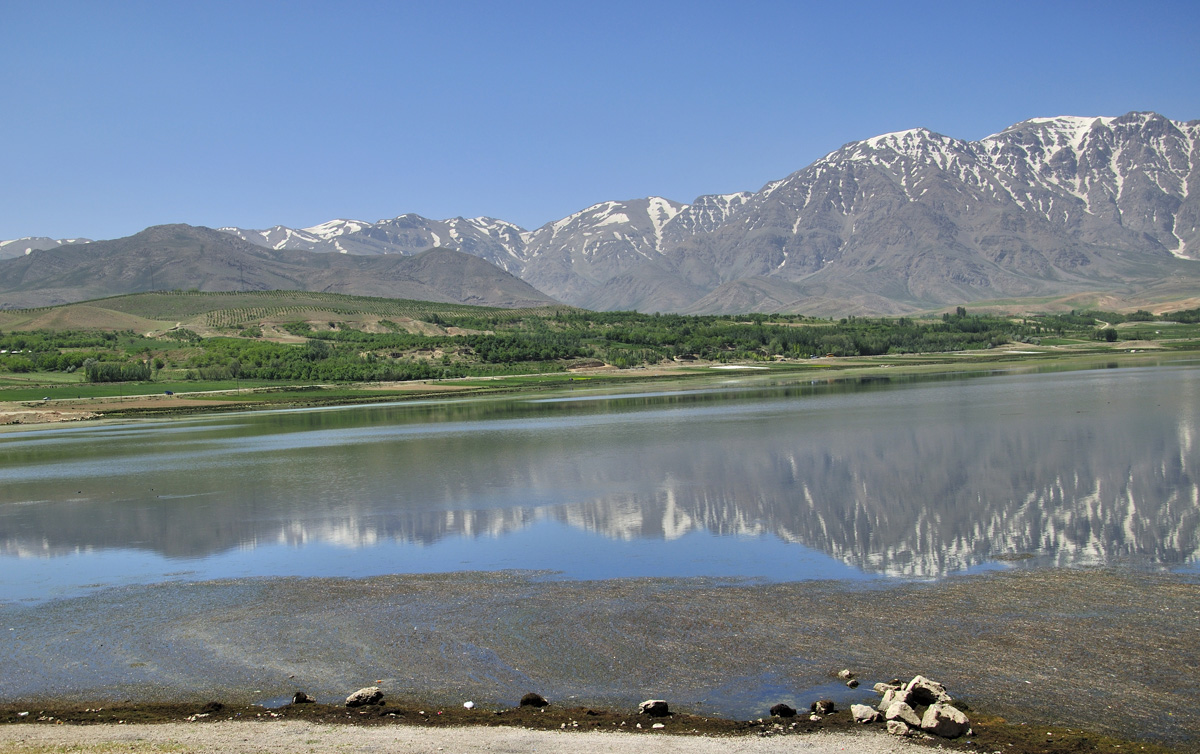
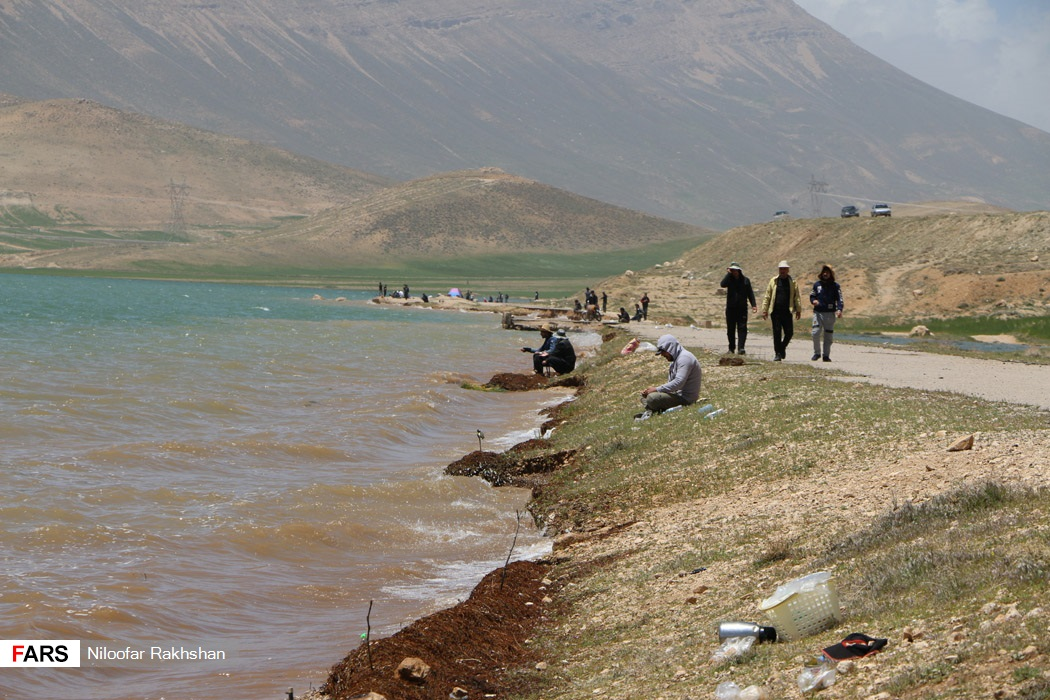
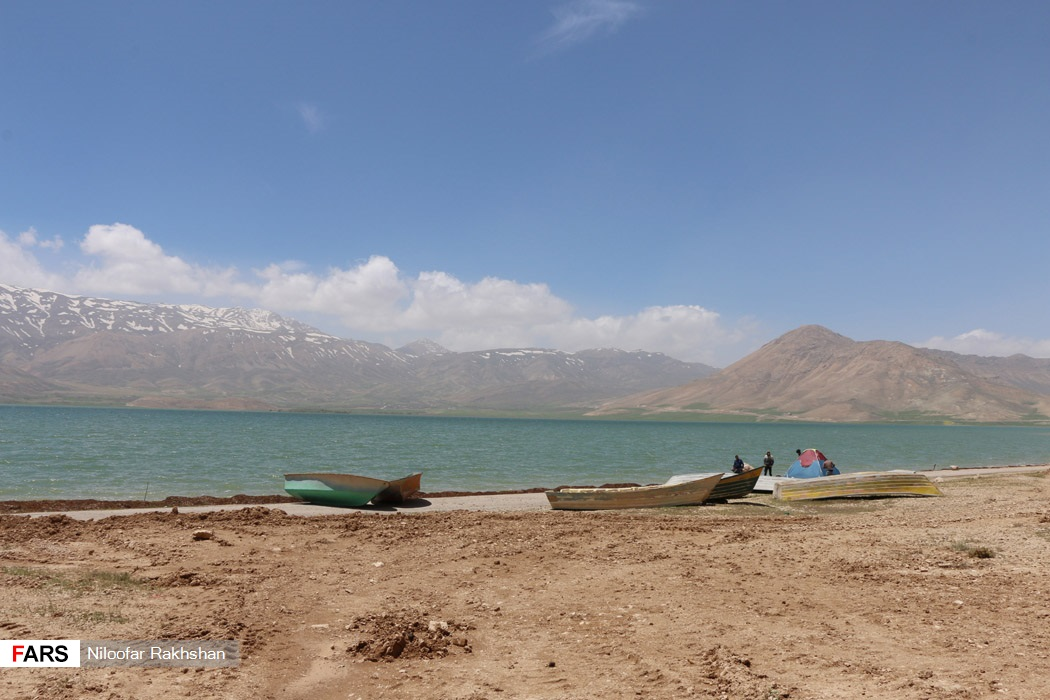
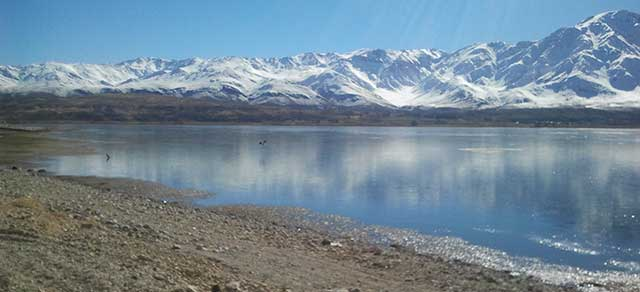